# Állatolimpia (televíziós sorozat, 1994)
Az Állatolimpia (eredeti cím: Zoo Cup) 1994-ben futott francia televíziós rajzfilmsorozat, amely Picha ötlete alapján készült.

## Szereplők
| Szereplő                           | Eredeti hang      | Magyar hang   |
| ---------------------------------- | ----------------- | ------------- |
| Kígyó Károly                       | Jean-Claude Donda | Breyer Zoltán |
| TV-bemondó tyúk                    | Jean-Claude Donda | Tátrai Zita   |
| Utánozó majom Kígyó Károly mellett | Jean-Claude Donda | Breyer László |
| Giliszta kommentátor               | Jean-Claude Donda | Breyer László |
| Fontrogi Oszkár                    | Jean-Claude Donda | Breyer László |

## Epizódok
| #   | Magyar cím                          | Eredeti cím                                           |
| --- | ----------------------------------- | ----------------------------------------------------- |
|     |                                     |                                                       |
| 01. | Vízilovak kontra kenguruk           | Hippopotames des embouchures vs Kangourous du bush    |
|     |                                     |                                                       |
| 02. | Bárányok kontra farkasok            | Moutons de pré salé vs Loups des steppes              |
|     |                                     |                                                       |
| 03. | Teknősök kontra nyulak              | Tortues vs Lièvres                                    |
|     |                                     |                                                       |
| 04. | Orrszarvúak kontra elefántok        | Rhinocéros vs Éléphants                               |
|     |                                     |                                                       |
| 05. | Oroszlánfókák kontra krokodilok     | Otaries des banquises vs Crocodiles des marigots      |
|     |                                     |                                                       |
| 06. | Rókák kontra kutyák                 | Renards communs vs Chiens domestiques                 |
|     |                                     |                                                       |
| 07. | Farkasok kontra krokodilok          | Loups des steppes vs Crocodiles des marigots          |
|     |                                     |                                                       |
| 08. | Tyúkok kontra kacsák                | Poules fermières vs Canards de barbarie               |
|     |                                     |                                                       |
| 09. | Kobrák kontra polipok               | Cobras vs Pieuvres                                    |
|     |                                     |                                                       |
| 10. | Oroszlánfókák kontra disznók        | Otaries des banquises vs Cochons des bocages          |
|     |                                     |                                                       |
| 11. | Kenguruk kontra békák               | Kangourous vs Grenouilles                             |
|     |                                     |                                                       |
| 12. | Egerek kontra macskák               | Souris de laboratoire vs Chats de concierge           |
|     |                                     |                                                       |
| 13. | Kacsák kontra mókusok               | Canards de barbarie vs Écureuils des sous-bois        |
|     |                                     |                                                       |
| 14. | Polipok kontra vízilovak            | Pieuvres vs Hippopotames                              |
|     |                                     |                                                       |
| 15. | Kakasok kontra kígyók               | Coq des basses-cours vs Serpents des fourrés          |
|     |                                     |                                                       |
| 16. | Struccok kontra varjak              | Autruches vs Corbeaux                                 |
|     |                                     |                                                       |
| 17. | Vízilovak kontra struccok           | Hippopotames vs Autruches                             |
|     |                                     |                                                       |
| 18. | Elefántok kontra egerek             | Éléphants des savanes vs Souris de laboratoire        |
|     |                                     |                                                       |
| 19. | Kenguruk kontra rókák               | Kangourous du bush vs Renards des sables              |
|     |                                     |                                                       |
| 20. | Sülök kontra bikák                  | Hérissons vs Bœufs                                    |
|     |                                     |                                                       |
| 21. | Kutyák kontra macskák               | Chiens vs Chats                                       |
|     |                                     |                                                       |
| 22. | Elefántok kontra vizilovak          | Éléphants des savanes vs Hippopotames des embouchures |
|     |                                     |                                                       |
| 23. | Kenguruk kontra csótányok           | Kangourous du bush vs Cafards des villes              |
|     |                                     |                                                       |
| 24. | Kenguruk kontra majmok              | Kangourous du bush vs Singes arboricoles              |
|     |                                     |                                                       |
| 25. | Vakondok kontra földigiliszták      | Taupes des jardins vs Vers de terre                   |
|     |                                     |                                                       |
| 26. | Tyúkok kontra struccok              | Poules fermières vs Autruches des plateaux            |
|     |                                     |                                                       |
| 27. | Békák kontra bikák                  | Grenouilles des marais vs Bœufs domestiques           |
|     |                                     |                                                       |
| 28. | Krokodilok kontra majmok            | Crocodiles des marigots vs Singes arboricoles         |
|     |                                     |                                                       |
| 29. | Hernyók kontra tyúkok               | Chenilles des tropiques vs Poules fermières           |
|     |                                     |                                                       |
| 30. | Kutyák kontra krokodilok            | Chiens de compagnie vs Crocodiles des marigots        |
|     |                                     |                                                       |
| 31. | Pingvinek kontra zsiráfok           | Pingouins vs Girafes                                  |
|     |                                     |                                                       |
| 32. | Kutyák kontra farkasok              | Chiens vs Loups                                       |
|     |                                     |                                                       |
| 33. | Vízilovak kontra disznók            | Hippopotames vs Cochons                               |
|     |                                     |                                                       |
| 34. | Disznók kontra farkasok             | Petits cochons vs Grands méchants loups               |
|     |                                     |                                                       |
| 35. | Csigák kontra kagylók               | Escargots vs Moules                                   |
|     |                                     |                                                       |
| 36. | Orrszarvúak kontra vakondok         | Rhinocéros des taïgas vs Taupes des jardins           |
|     |                                     |                                                       |
| 37. | Majmok kontra gyíkok                | Singes arboricoles vs Lézards communs                 |
|     |                                     |                                                       |
| 38. | Disznók kontra krokodilok           | Cochons vs Crocodiles                                 |
|     |                                     |                                                       |
| 39. | Tehenek kontra bárányok             | Vaches laitières vs Moutons pré salés                 |
|     |                                     |                                                       |
| 40. | Teknősök kontra csigák              | Tortues maraîchères vs Escargots du potager           |
|     |                                     |                                                       |
| 41. | Gyíkok kontra polipok               | Lézards vs Pieuvres                                   |
|     |                                     |                                                       |
| 42. | Kakasok kontra tyúkok               | Coqs de basse-cour vs Poules fermières                |
|     |                                     |                                                       |
| 43. | Borjak kontra disznók               | Veaux élevés sous la mère vs Cochons de batterie      |
|     |                                     |                                                       |
| 44. | Bikák kontra orrszarvúak            | Taureaux communs vs Rhinocéros blancs                 |
|     |                                     |                                                       |
| 45. | Varjak kontra rókák                 | Corbeaux vs Renards                                   |
|     |                                     |                                                       |
| 46. | Vakondok kontra elefántok           | Taupes des jardins vs Éléphants des savanes           |
|     |                                     |                                                       |
| 47. | Orrszarvúak kontra oroszlánfókák    | Rhinocéros des taïgas vs Otaries des banquises        |
|     |                                     |                                                       |
| 48. | Kígyók kontra ebihalak              | Serpents vs Têtard                                    |
|     |                                     |                                                       |
| 49. | Cirkuszi elefántok kontra elefántok | Éléphants de cirque vs Éléphants sauvage              |
|     |                                     |                                                       |
| 50. | Orrszarvúak kontra struccok         | Rhinos de la taïga vs Autruches des plateaux          |
|     |                                     |                                                       |
| 51. | Zsiráfok kontra bárányok            | Girafes des plateaux vs Moutons de pré salé           |
|     |                                     |                                                       |
| 52. | Kenguruk kontra termeszek           | Kangourous vs Termites                                |

## Magyar megjelenés
Magyarországon 1997-ben a teljes sorozatot két részben adták ki VHS-en a Backlund Hungary Kft. forgalmazásában, később az MTV1-en adták le 1998–1999 között.